# Självbetjäningstjänst
Självbetjäningstjänst enligt Socialförsäkringsbalken avser möjligheter att via Internet få tillgång till personuppgifter och annan information samt utföra sådana rättshandlingar som anges i 111 kap 4 § socialförsäkringsbalken som föreskriver att en enskild får, i den utsträckning som framgår av föreskrifter som meddelas av regeringen eller den myndighet som regeringen bestämmer, använda självbetjäningstjänster för att
1. lämna uppgifter,
2. göra anmälningar eller ansökningar,
3. förfoga över rättigheter, och
4. utföra andra rättshandlingar.

Sådana rättshandlingar har samma rättsverkningar som om de utförts i enlighet med de föreskrifter om formkrav som annars gäller för de förmåner och ersättningar enligt Socialförsäkringsbalken samt andra förmåner och ersättningar som enligt lag eller förordning handläggs av Försäkringskassan eller Pensionsmyndigheten.